# Heartthrob
Heartthrob (с англ. — «Предмет обожания») — седьмой студийный альбом канадского рок-дуэта Tegan and Sara, выпущенный 29 января 2013 года. Heartthrob дебютировал на 3 строчке чарта Billboard 200, и это является самой высокой позицией в истории группы. В первую неделю после выхода альбома, было продано 49 000 копий. 4 июля 2013 года Heartthrob получил статус золотого альбома в Канаде.

## Предыстория и запись
Tegan and Sara приступили к записи своего седьмого студийного альбома 20 февраля 2012 года. Продюсером пластинки выступили Greg Kurstin, Justin Meldal-Johnsen и Mike Elizondo. Обложка была создана графическим дизайнером Emy Storey и фотографом Lindsey Byrnes. Во время студийной работы, группа выпустила 8 документальных видеороликов, именованных «Caprool Confessional», в которых отразился процесс создания альбома. Пластинка вошла в список самых ожидаемых альбомов по версии авторитетного музыкального блога Stereogum.

## Чарты и критика
Первый сингл «Closer» был выпущен 25 сентября 2012 года и достиг первого места в Top 30 чарте по версии канадского музыкального телеканала MuchMusic. Композиция получила платиновый сертификат в Канаде и стала самым успешным синглом в истории группы. Видеоклип на песню «Closer», за съемки которого отвечал Isaac Rentz, вышел 28 ноября 2012 года на сайте американского музыкального журнала Spin. Вторым синглом альбома Heartthrob стала композиция «I Was a Fool», клип на которую вышел 24 апреля 2013 года. Сингл достиг первого места чарта Top 20 по версии радиостанции CBC, тем самым сделав девушек первыми в истории близнецами, которые заняли лидирующие позиции в этом рейтинге. В июле 2013 года песня «I Was a Fool» получила золотой сертификат в Канаде. Rolling Stone назвал эту композицию «самой коммерческой записью в карьере группы», на что Сара Куин сказала:
"Мы не хотели совершать маленький шаг. Мы хотели сделать большой шаг. Мы чувствовали, что закрыли эпоху «Sainthood» (рус. Святость — 6 альбом группы). Нам исполнилось 30 и в течение 10-ти лет мы официально занимались профессиональным созданием музыки. Теперь настало время сказать: «Что представляют собой Теган и Сара сейчас? На каких музыкальных площадках мы хотим играть? О каких масштабах мы мечтаем? В каких странах мы хотим играть, и в каких не играли ранее?». Мы собрали всю эту информацию и сказали себе: «Хорошо, мы не можем создать еще одну запись, которая будет звучать так, как ожидают люди от Tegan and Sara. Мы можем записать то, что возможно будет схоже с тем, что мы делали с группой в прошлом, но затем мы поработаем с продюсером, который собирается помочь нам украсить и своего рода немного увеличить мощность нашего звучания. Я, честно, не знаю, что ожидать от этого процесса. Теган и я усиленно и самостоятельно работаем, создавая и записывая полные демо с басовыми барабанами, и всем программингом. Мы привыкли сохранять немного от того, чтобы мы делаем, и добавлять в это других музыкантов. Через 1-2 дня в студии с Грегом Керстином, я подумала: „Боже мой, это потрясающе“. Было очевидно, что он не собирался делать аккуратные, медленные шаги по направлению к чему-то. Он просто намеревался выбросить это. Если бы нам не понравилось, он бы выбросил это, и он не шутил».

## Список композиций
Все песни написаны и Теган и Сарой Куин, за исключением отмеченных.
| №                   | Название                                                          | Длительность |
| ------------------- | ----------------------------------------------------------------- | ------------ |
| 1.                  | «Closer» (T. Quin, S. Quin, Greg Kurstin)                         | 3:29         |
| 2.                  | «Goodbye, Goodbye»                                                | 3:26         |
| 3.                  | «I Was a Fool»                                                    | 3:24         |
| 4.                  | «I’m Not Your Hero»                                               | 3:51         |
| 5.                  | «Drove Me Wild» (T. Quin, S. Quin, Ossama Al Sarraf, Ned Shepard) | 3:49         |
| 6.                  | «How Come You Don’t Want Me» (T. Quin, S. Quin, Джек Антонофф)    | 2:53         |
| 7.                  | «I Couldn’t Be Your Friend»                                       | 4:19         |
| 8.                  | «Love They Say»                                                   | 3:35         |
| 9.                  | «Now I’m All Messed Up»                                           | 4:08         |
| 10.                 | «Shock to Your System»                                            | 3:36         |
| Общая длительность: | Общая длительность:                                               | 36:36        |

Бонусные треки
| №                   | Название                                              | Длительность |
| ------------------- | ----------------------------------------------------- | ------------ |
| 11.                 | «Guilty as Charged» (T. Quin, S. Quin, Mike Elizondo) | 4:05         |
| 12.                 | «I Run Empty»                                         | 4:19         |
| Общая длительность: | Общая длительность:                                   | 45:00        |

## Участники записи альбома
| - Теган Куин — вокал (все треки), гитара (5, 6), клавиши (5, 7), акустическая гитара (8) - Сара Куин — вокал (все треки), гитара (5, 6), клавиши (2, 5, 6, 10), программинг (2, 8, 10) - Грег Керстин — продюсер, клавишные, гитара (1-4, 7-10), сведение (9), программинг (1-4, 7, 8, 10), бас (1-4, 7, 9), фортепиано (3, 9) - Justin Meldal-Johnsen — продюсер, бас, гитара, клавиши, программинг (5, 6) - Mike Elizondo — продюсер, клавишные, программинг (11, 12), акустическая гитара (12) - Rob Cavallo — продюсер, дополнительная гитара, дополнительная перкуссия (8) - Manny Marroquin — сведение (1-8, 10, 11) - Damian Taylor — сведение - Joey Waronker — ударные (1-3, 7-10) - Victor Indrizzo — ударные (5, 6, 11, 12), перкуссия (5, 6, 12) - Dorian Crozier — ударные, перкуссия (8) - Chris Chaney — бас (8) - Tim Pierce — гитара (8) - Yonathan Grafias — аранжировка (4, 5, 8) - Jamie Muhoberac — клавишные(8) - Josh Lopez — гитара (11) - Dave Palmer — клавишные, фортепиано (11, 12) |